# Société d'histoire des Israélites d'Alsace et de Lorraine
La Société d’histoire des Israélites d’Alsace et de Lorraine (SHIAL) est créée le 1er janvier 1905 à Mulhouse par le rabbin Moïse Ginsburger, sous le vocable allemand de Gesellschaft für die Geschichte der Israeliten in Elsass-Lothringen.

## Histoire

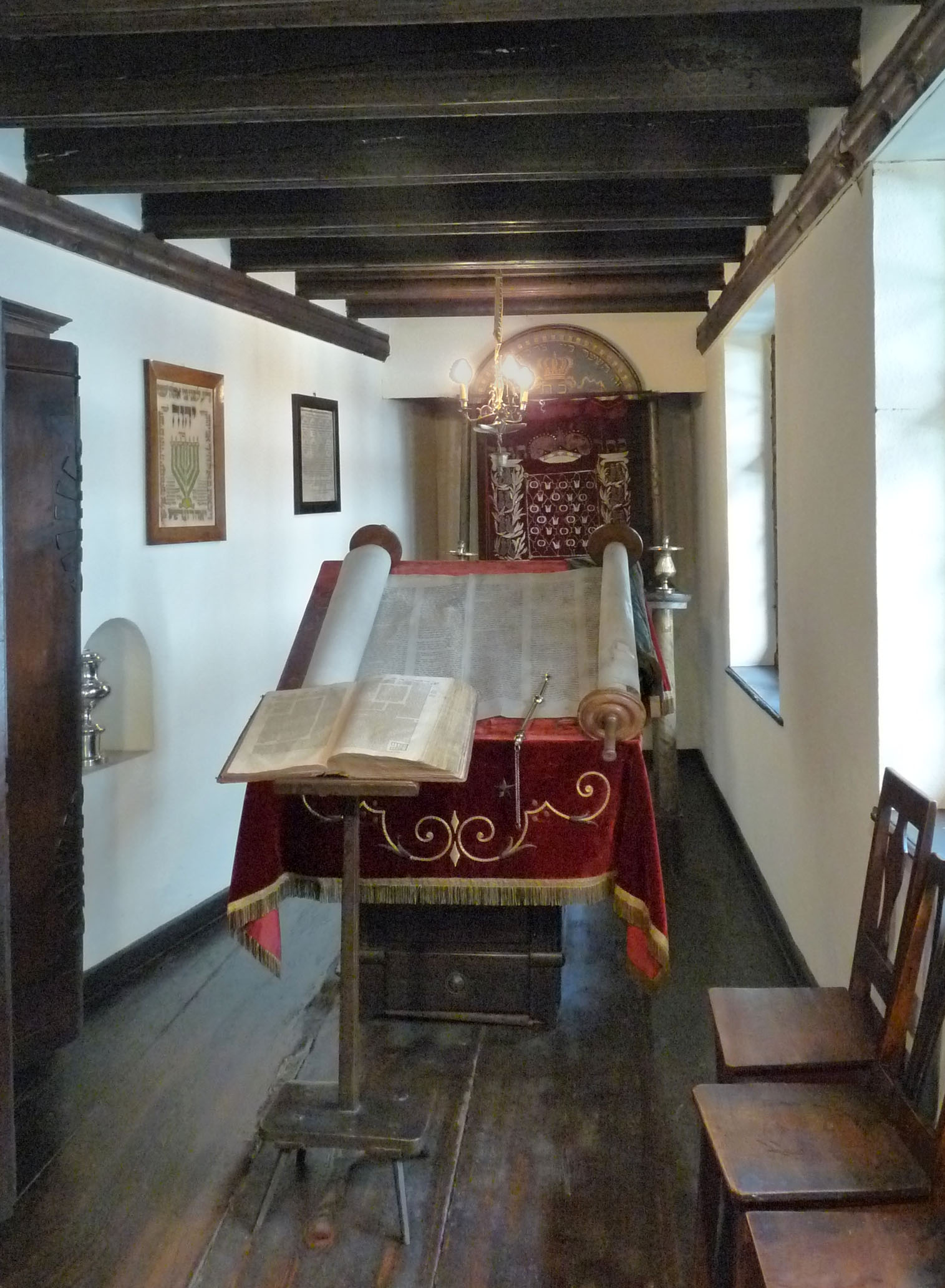
Reconstitution d’un oratoire au Musée alsacien.
Dépôt de la Société d’histoire des Israélites d’Alsace et de Lorraine au Musée Alsacien de Strasbourg.

Lors de sa fondation, le programme de la SHIAL prévoyait la constitution d’archives, la création d’un musée juif, l’inventaire des monuments historiques et des pierres tombales, ainsi que la promotion de publications sur l’histoire des Juifs en Alsace et en Lorraine.
Plusieurs fonds de la SHIAL sont déposés aux Archives départementales du Bas-Rhin (Fonds 64 J).

## Les collections juives du Musée alsacien
La Société d’histoire des Israélites d’Alsace et de Lorraine confie sous la forme d’un dépôt permanent au Musée alsacien, une importante collection d’objets qui permet de présenter, en association aux collections dont le musée est propriétaire, le patrimoine culturel des Juifs d’Alsace. Les salles consacrées aux collections juives ont été inaugurées le 9 septembre 1909.

## Activités
Depuis 1974, la SHIAL organise un colloque annuel à Strasbourg.

## Personnalités de la SHIAL

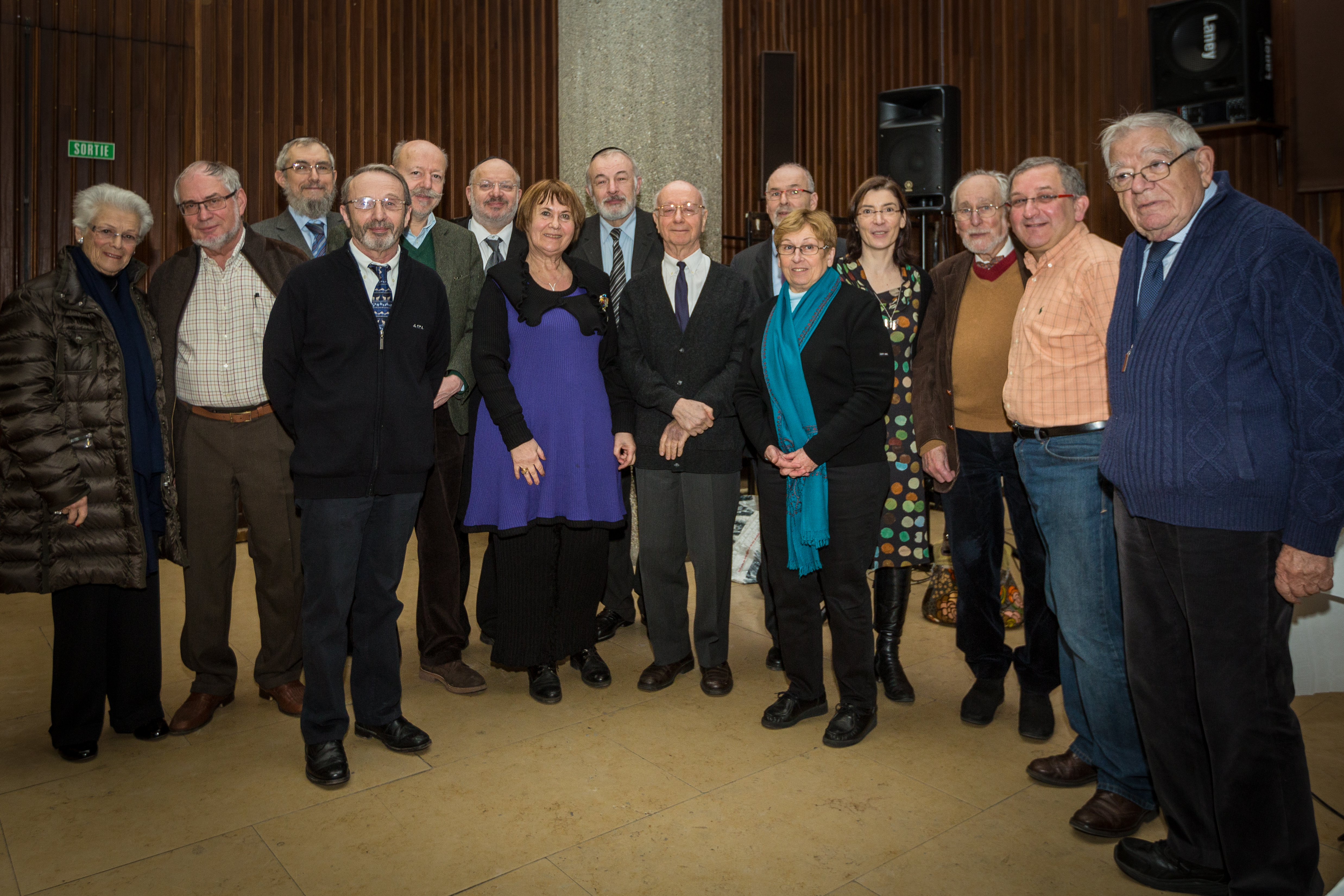
36e colloque de la Société d'histoire des Israélites Alsace Lorraine 9 février 2014. De gauche à droite : Claude Bloch, Jean-Pierre Lambert, Rabbin Claude Heymann, Jean Camille Bloch, Max Polonovski, Grand Rabbin René Gutman, Anny Bloch-Raymond, Abraham Malthète, Freddy Raphaël, Jean Daltroff, Malou Schneider, Claire Descomps, Georges Weill, Norbert Schwab, Simon Schwarzfuchs.

- Jean Daltroff, professeur d’histoire ;
- René Gutman, grand rabbin émérite du Bas-Rhin et de Strasbourg ;
- Claude Heymann, rabbin émérite de Strasbourg ;
- Freddy Raphaël, professeur émérite en sciences sociales à l’Université de Strasbourg. Président d’honneur ;
- Malou Schneider, conservatrice honoraire du Musée alsacien ;
- Simon Schwarzfuchs, rabbin et historien ;
- Léon Strauss, historien ;
- Max Warschawski, ancien grand rabbin de Strasbourg ;
- Georges Weill, archiviste.
- Robert Weyl, ancien secrétaire général ;

## Publications de la SHIAL
- Regards sur la culture judéo-alsacienne - des identités en partage. Actes du colloque de la SHIAL, ouvrage collectif réalisé sous la direction de Freddy Raphaël. Éditions La Nuée bleue, Strasbourg, 2000.  (ISBN 978-2-7165-0568-0)
- Juifs d’Alsace au XXe siècle : ni ghettoïsation - ni assimilation, direction scientifique : Freddy Raphaël, textes de Richard Aboaf, Jean-Camille Bloch, Anny Bloch-Raymond, Jean Daltroff, Claire Descomps, Philippe E. Landau, Didier Francfort, Aude Grégoire, Jacquot Grunewald, Françoise Job, Alain Kahn, Jean-Pierre Lambert, Lucien Lazare, Ehud Loeb, Freddy Raphaël, Michel Rothé, Astrid Ruff, Malou Schneider, Léon Strauss, Barbara Weill et Gilbert Weil. La Nuée Bleue, Strasbourg 2014.  (ISBN 978-2-7165-0844-5)